# Бывшие посёлки городского типа России
Бывшие посёлки городского типа России — посёлки городского типа (рабочие, курортные и дачные), потерявшие этот статус в связи с административно-территориальными преобразованиями.
Приведены полные данные за 1989—2015 годы. По более ранним событиям — данные неполные.

## Центральный федеральный округ

### Белгородская область
- Алексеевка — пгт с 1939 года. Преобразован в город в 1954 году.
- Красногвардейское — пгт с 1975 года. Преобразован в город в 2005 году[1].
- Губкин — пгт с 1939 года. Преобразован в город в 1955 году.
- Лебеди — пгт с 1960 года. Включён в черту города Губкина в 1961 году.
- Майский — пгт с 1986 года. Преобразован в сельский населённый пункт в 1994 году.
- Соцгородок — пгт с 1940 года. Включён в состав города Валуйки в 1966 году.
- Строитель — пгт с 1960 года. Преобразован в город в 2000 году[2].
- Троицкий — пгт с 1971 года. Преобразован в сельский населённый пункт в 2008 году.
- Шебекино — пгт с середины 1930-х годов. Преобразован в город в 1938 году.

### Брянская область
- Ардонь — пгт с 1987 года. Преобразован в сельский населённый пункт в 2004 году[3].
- Городище — пгт с 1949 года. Включён в состав города Брянск в 1956 году.
- Дятьково — пгт с 1925 года. Преобразован в город в 1938 году.
- Жуковка — пгт с 1931 года. Преобразован в город в 1962 году.
- Займище — пгт с 1975 года. Преобразован в сельский населённый пункт в 2004 году[4].
- Лопандино — пгт с 1948 года. Преобразован в сельский населённый пункт в 2005 году.
- Мирный — пгт с 1974 года. Преобразован в сельский населённый пункт в 2011 году[5].
- Пальцо — пгт с 1949 года. Преобразован в сельский населённый пункт в 1997 году.
- Ржаница — пгт с 1963 года. Преобразован в сельский населённый пункт в 2003 году[6].
- Свень — пгт с 1950 года. Преобразован в сельский населённый пункт в 1997 году.
- Сельцо — пгт с 1938 года. Преобразован в город в 1990 году.
- Сеща — пгт с 1956 года. Преобразован в сельский населённый пункт до 1959 года.
- Супонево — пгт с 1976 года. Преобразован в сельский населённый пункт в 2002 году[7].
- Унеча — пгт с 1927 года. Преобразован в город в 1940 году.
- Урицкий — пгт с 1925 года. Включён в состав города Брянск в 1950 году.
- Цементный — пгт с 1929 года. Преобразован в город Фокино в 1964 году.

### Воронежская область
- Евстратовский — пгт с 1928 года. Включён в состав города Россошь в 1954 году.
- Нововоронежский — пгт с 1958 года. Преобразован в город в 1987 году.
- Отроженский — пгт с 1928 года. Включён в состав города Воронеж в 1939 году.
- Свобода — пгт с 1928 года. Преобразован в город в 1937 году.
- Семилуки — пгт с 1932 года. Преобразован в город в 1954 году.
- Поворино — пгт с 1938 года. Преобразован в город в 1954 году.
- Слобода — пгт с 1948 года. Преобразован в сельский населённый пункт в 1998 году.
- Эртиль — пгт с 1938 года. Преобразован в город в 1963 году.

### Ивановская область
- Архиповка — пгт с 1948 года. Преобразован в сельский населённый пункт в 2009 году[8].
- Долматовский — пгт с 1941 года. Преобразован в сельский населённый пункт в 2002 году[9].
- Дуляпино — пгт с 1938 года. Преобразован в сельский населённый пункт в 2003 году[10].
- Заволжье — пгт с 1934 года. Преобразован в город в 1954 году.
- Заречный — пгт с 1957 года. Преобразован в сельский населённый пункт в 2004 году[11].
- Иваньковский — пгт с 1949 года. Преобразован в сельский населённый пункт в 2002 году[9].
- Каминский — пгт с 1947 года. Преобразован в сельский населённый пункт в 2004 году[11].
- Комсомольский — пгт с 1931 года. Преобразован в город в 1950 году.
- Коптево — пгт с 1949 года. Преобразован в сельский населённый пункт в 1961 году.
- Марково — пгт с 1940 года. Преобразован в сельский населённый пункт в 2004 году[11].
- Моста — пгт с 1946 года. Преобразован в сельский населённый пункт в 2004 году[11].
- Мугреевский — пгт с 1942 года. Преобразован в сельский населённый пункт в 2004 году[11].
- Наволоки — пгт с 1925 года. Преобразован в город в 1938 году.
- Новое Леушино — пгт с 1939 года. Преобразован в сельский населённый пункт в 2004 году.
- Новые Горки — пгт с 1950 года. Преобразован в сельский населённый пункт в 2004 году[11].
- Озёрный — пгт с 1949 года. Преобразован в сельский населённый пункт в 2002 году[9].
- Октябрьский — пгт с 1941 года. Преобразован в сельский населённый пункт в 2004 году[11].
- Панфилово — пгт с 1944 года. Преобразован в сельский населённый пункт в 2004 году[11].
- Писцово — пгт с 1925 года. Преобразован в сельский населённый пункт в 2004 году[11].
- Подозёрский — пгт с 1949 года. Преобразован в сельский населённый пункт в 2004 году[11].
- Талицы — пгт с 1991 года. Преобразован в сельский населённый пункт в 2004 году[11].
- Холуй — пгт с 1946 года. Преобразован в сельский населённый пункт в 2004 году[11].
- Яковлевское — пгт с 1925 года. Преобразован в город Приволжск в 1938 году.

### Калужская область
- Балабаново — пгт с 1935 года. Преобразован в город в 1972 году.
- Белоусово — пгт с 1962 года. Преобразован в город в 2004 году[12].
- Дугна — пгт с 1925 года. реобразован в сельский населённый пункт в 2012 году.
- Дудоровский — пгт с 1927 года. Преобразован в сельский населённый пункт в 1999 году[13].
- Еленский — пгт с 1940 года. Преобразован в сельский населённый пункт в 1999 году[13].
- Ермолино — пгт с 1928 года. Преобразован в город в 2004 году[12].
- Кондрово — пгт с 1925 года. Преобразован в город в 1938 году.
- Кремёнки — пгт с 1989 года. Преобразован в город в 2004 году[12].
- Куровской — пгт 1954 с года. Включён в состав города Калуга в 2012 году.
- Людиново — пгт с 1925 года. Преобразован в город в 1938 году.
- Мятлево — пгт с 1925 года. Преобразован в сельский населённый пункт в 1999 году[13].
- Песочня — пгт с 1925 года. Преобразован в город Киров в 1936 году.
- Протва — пгт с 1962 года. Объединён с селом Жуково в город Жуков в 1996 году[14].
- Сосенский — пгт с 1954 года. Преобразован в город в 1991 году.
- Сукремль — пгт с 1929 года. Включён в состав города Людиново.
- Троицкое — пгт с 1925 года. Включён в состав города Кондрово в 1938 году.
- Фаянсовый — пгт с 1940 года. Включён в состав города Киров.
- Ферзиково — пгт с 2006 года. Преобразован в сельский населённый пункт в 2011 году.

### Костромская область
- Антропово — пгт с 1970 года. Преобразован в сельский населённый пункт в 1992 году.
- Волгореченск — пгт с 1964 года. Преобразован в город в 1994 году.
- Вохма — пгт с 1964 года. Преобразован в сельский населённый пункт в 1992 году.
- Горчуха — пгт с 1960 года. Преобразован в сельский населённый пункт в 1992 году.
- Зебляки — пгт с 1957 года. Преобразован в сельский населённый пункт в 1997 году[15].
- Караваево — пгт с 1965 года. Преобразован в сельский населённый пункт в 1992 году.
- Космынино — пгт с 1934 года. Преобразован в сельский населённый пункт в 2004 году[16].
- Мантурово — пгт с 1927 года. Преобразован в город в 1958 году.
- Нея — пгт с 1926 года. Преобразован в город в 1958 году.
- Октябрьский — пгт с 1939 года. Преобразован в сельский населённый пункт в 1997 году[15].
- Островское — пгт с 1965 года. Преобразован в сельский населённый пункт в 1992 году.
- Полдневица — пгт с 1958 года. Преобразован в сельский населённый пункт в 1997 году[15].
- Шарья — пгт с 1928 года. Преобразован в город в 1938 году.
- Шекшема — пгт с 1959 года. Преобразован в сельский населённый пункт в 1997 году[15].
- Юровский — пгт с 1935 года. Включён в состав города Мантурово в 1958 году.
- Якшанга — пгт с 1939 года. Преобразован в сельский населённый пункт в 1997 году[15].

### Курская область
- Железногорск — пгт с 1957 года. Преобразован в город в 1962 году.
- Курчатов — пгт с 1971 года. Преобразован в город в 1983 году.
- Льговский — пгт с 1939 года. Включён в состав города Льгов в 1954 году.
- Первоавгустовский — пгт с 1930 года. Преобразован в сельский населённый пункт в 2004 году[17].
- Сейм — пгт с 1979 года. Преобразован в сельский населённый пункт в 1992 году.
- Ямская Слобода — пгт с 1929 года. Включён в состав города Курск в 1932 году.

### Липецкая область
- Грязи — пгт с 1926 года. Преобразован в город в 1938 году.
- Данков — пгт с 1941 года. Преобразован в город в 1959 году.
- Добринка — пгт с 1967 года. Преобразован в сельский населённый пункт в 2005 году.
- Казинка — пгт с 1957 года. Включен в состав города Липецка в 1998 году.
- Лев Толстой — пгт с 1927 года. Преобразован в сельский населённый пункт в 2005 году.
- Матырский — пгт с 1976 года. Включен в состав города Липецка в 1998 году.
- Сырский — пгт Липецкие Железные Рудники с 1932 года. Включен в состав города Липецка в 1998 году.
- Тербуны — пгт с 1975 года. Преобразован в сельский населённый пункт в 1992 году.

### Орловская область
- Мценск — преобразован в пгт (до этого был городом) в 1924 году. Вновь преобразован в город в 1925 году.[18]
- Отрадинский — пгт с 1977 года. Преобразован в сельский населённый пункт Отрадинское в 1998 году.

### Рязанская область
- Горняк — пгт с 1950 года. Преобразован в сельский населённый пункт в 1997 году.
- Заречный — пгт с 1927 года. До 1963 года назывался Побединский. Вошёл в состав города Скопин в 2004 году[19].
- Кораблино — преобразован в город в 1965 году.
- Лашма — пгт с 1934 года. Преобразован в сельский населённый пункт в 2013 году[20].
- Металлург — Образован в 1950-е годы. Включён в состав города Скопин в 1960-е годы.
- Мурмино — пгт с 1944 года. Преобразован в сельский населённый пункт в 2007 году[21].
- Назаровка — пгт с 1944 года. Преобразован в сельский населённый пункт в 1958 году.
- Новомичуринск — пгт с 1970 года. Преобразован в город в 1981 году.
- Новоряжский (Ново-Ряжск) — пгт с 1927 года. Включён в состав города Ряжск в 1962 году.
- Октябрьский — пгт с 1934 года. Вошёл в состав города Скопин в 2004 году[19].
- Побединка — пгт с 2009 года[22].
- Поплевинский — пгт с 1950 года. Преобразован в сельский населённый пункт в 2009 году[22][23].
- Приокский — вошёл в состав города Рязань в 1958 году.
- Рыбное — пгт с 1943 года. Преобразован в город в 1961 году.
- Солотча — пгт с 1958 года. Вошёл в состав города Рязань в 2004 году.
- Сотницыно — пгт с 1968 года. Преобразован в сельский населённый пункт в 1992 году.

### Смоленская область
- Ворга — пгт с 1948 года. Преобразован в сельский населённый пункт в 1996 году.
- Гнёздово — пгт с 1963 года. Вошёл в состав города Смоленск в 1979 году.
- Гранки — присоединён к пгт Голынки в 1963 году.
- Десногорск — пгт с 1974 года. Преобразован в город в 1989 году.
- Екимовичи — пгт с 1968 года. Преобразован в сельский населённый пункт в 2004 году[24].
- Издешково — пгт с 1938 года. Преобразован в сельский населённый пункт в 2011 году[25].
- Колодня — пгт с 1937 года. Вошёл в состав города Смоленск в 1979 году.
- Новодугино — пгт с 1974 года. Преобразован в сельский населённый пункт в 2004 году[26].
- Остёр — пгт с 1949 года. Преобразован в сельский населённый пункт в 2004 году[24].
- Сафоново — пгт с 1938 года. Преобразован в город в 1952 году.
- Угра — пгт с 1966 года. Преобразован в сельский населённый пункт в 2013 году[27].

### Тамбовская область
- Котовск — пгт с 1930 года. Преобразован в город в 1940 году.
- Кочетовка — пгт с 1938 года. Включён в состав города Мичуринск в 1995 году.
- Уварово — пгт с 1960 года. Преобразован в город в 1966 году.
- Чибизовка — преобразован в город Жердевка в 1954 году[28].

### Тверская область
- Андреаполь — пгт с 1938 года. Преобразован в город в 1967 году.
- Березайка — пгт с 1938 года. Преобразован в сельский населённый пункт в 2005 году.
- Весьегонск — пгт с 1939 года (до этого был городом). Преобразован в город в 1953 году[29].
- Выползово — пгт с 1939 года. Преобразован в сельский населённый пункт в 2005 году.
- Западная Двина — пгт с 1925 года. Преобразован в город в 1937 году.
- Конаково (до 1930 — Кузнецово) — пгт с 1925 года. Преобразован в город в 1937 году.
- Кувшиново — пгт с 1925 года. Преобразован в город в 1938 году.
- Нелидово — пгт с 1938 года. Преобразован в город в 1949 году.
- Сахарово — пгт с 1972 года. Включён в состав города Тверь в 2004 году.
- Селище — пгт с 1940 года. Преобразован в сельский населённый пункт в 2001 году.
- Труд — пгт с 1947 года. Преобразован в сельский населённый пункт в 2000 году.
- Удомля — пгт с 1961 года. Преобразован в город в 1981 году.

### Ярославская область
- Аббакумово — пгт с 1927 года. Упразднён в 1940 году.
- Берендеево — пгт с 1944 года. Преобразован в сельский населённый пункт в 1993 году.
- Большое Село — пгт с 1971 года. Преобразован в сельский населённый пункт в 1992 году.
- Брейтово — пгт с 1986 года. Преобразован в сельский населённый пункт в 1991 году.
- Варегово — пгт с 1934 года. Преобразован в сельский населённый пункт в 1992 году.
- Великое — пгт с 1949 года. Преобразован в сельский населённый пункт в 1997 году.
- Волга — пгт с 1927 года. Преобразован в сельский населённый пункт в 1996 году.
- Гаврилов-Ям — пгт с 1927 года. Преобразован в город в 1938 году.
- Дунилово — пгт с 1950 года. Преобразован в сельский населённый пункт в 197? году.
- Красные Ткачи — пгт с 1927 года. Преобразован в сельский населённый пункт в 2018 году.
- Красный Перевал — пгт с 1928 года. Включён в состав города Ярославль в 1944 году.
- Кубринск — пгт с 1974 года. Преобразован в сельский населённый пункт в 1993 году.
- Купанское — пгт с 1949 года. Преобразован в сельский населённый пункт в 1993 году.
- Мышкино — пгт с 1943 года. С 1988 года назывался Мышкин. Преобразован в город в 1991 году.
- Новый Некоуз — пгт с 1975 года. Преобразован в сельский населённый пункт в 1993 году.
- Октябрь — пгт с 1957 года. Преобразован в сельский населённый пункт в 1995 году.
- Переборы — пгт с 1942 года. Включён в состав города Рыбинск в 1944 году.
- Песочное — пгт с 1927 года. Преобразован в сельский населённый пункт в 2011 году.
- Тихменево — пгт с 1950 года. Преобразован в сельский населённый пункт в 1999 году.
- Шекснинский — пгт с 1943 года. Включён в состав города Рыбинск в 1944 году.

## Северо-Западный федеральный округ

### Вологодская область
- Имени Желябова — пгт с 1945 года. Преобразован в сельский населённый пункт в 2000 году[30].
- Красавино — пгт с 1927 года. Преобразован в город в 1947 году.
- Молочное — пгт с 1948 года. Преобразован в сельский населённый пункт в 2004 году[31].
- Сокол — пгт с 1925 года. Преобразован в город в 1932 году.
- Суда — пгт с 1960 года. Преобразован в сельский населённый пункт в 1999 году.
- Тоншалово — пгт с 1989 года. Преобразован в сельский населённый пункт в 2004 году[32].
- Устье — пгт с 1932 года. Преобразован в сельский населённый пункт в 2004 году.
- Чёбсара — пгт с 1931 года. Преобразован в сельский населённый пункт в 2012 году.
- Харовск — пгт с 1932 года. Преобразован в город в 1954 году.

### Калининградская область
- Донское — преобразован в сельский населённый пункт в 2018 году[33].
- Железнодорожный — пгт с 1947 года. Преобразован в сельский населённый пункт в 2019 году.
- Знаменск — пгт с 1947 года. Преобразован в сельский населённый пункт в 2005 году[34].
- Прибрежный — пгт с 1965 года. Преобразован в сельский населённый пункт в 1966 году.
- Приморье — пгт с 1951 года. Преобразован в сельский населённый пункт в 2018 году[33].
- Рыбачий — пгт с 1947 года. Преобразован в сельский населённый пункт в 2005 году[35].
- Светлый — пгт с 1949 года. Преобразован в город в 1955 году[36].

### Ненецкий автономный округ
- Амдерма — пгт с 1940 года. Преобразован в сельский населённый пункт в 2005 году.
- Нарьян-Мар — пгт с 1931 года. Преобразован в город в 1935 году.

### Новгородская область
- Анциферово — 1962 года. Преобразован в сельский населённый пункт в 1998 году[37].
- Большая Вишера — пгт с 1938 года. Преобразован в сельский населённый пункт в 2009 году[38].
- Вельгия — пгт с 1932 года. Включён в состав города Боровичи в 1966 году.
- Волховский — пгт с 1975 года. Включён в состав города Великий Новгород в 2004 году[39].
- Грузино — пгт с 1938 года. Преобразован в сельский населённый пункт в 1950 году.
- Зарубино — пгт с 1939 года. Преобразован в сельский населённый пункт в 2004 году[40].
- Имени Коминтерна — пгт с 1938 года. Упразднён в 1949 году.
- Комарово — пгт с 1943 года. Преобразован в сельский населённый пункт в 1998 году[41].
- Краснофарфорный — пгт с 1938 года. Преобразован в сельский населённый пункт в 2009 году[42].
- Кречевицы — пгт с 1935 года. Включён в состав города Великий Новгород в 2004 году[39].
- Лычково — пгт с 1962 года. Преобразован в сельский населённый пункт в 1999 году[43].
- Окуловка — пгт с 1928 года. Преобразован в город в 1965 году.
- Парахино-Поддубье — пгт с 1928 года. Включён в состав города Окуловка в 1964 году.
- Пестово — пгт с 1927 года. Преобразован в город в 1965 году.
- Песь — пгт с 1962 года. Преобразован в сельский населённый пункт в 1999 году[44].
- Тёсово-Нетыльский — пгт с 1939 года. Преобразован в сельский населённый пункт в 2009 году[45].
- Тёсовский — пгт с 1959 года. Преобразован в сельский населённый пункт в 2009 году[46].
- Чудово — пгт с 1928 года. Преобразован в город в 1937 году.

### Псковская область
- Чернево — пгт с 1938 года. Преобразован в сельский населённый пункт в начале 1950-х годов.

## Южный федеральный округ

### Адыгея
- Адыгейск — пгт с 1973 года. Преобразован в город Теучежск в 1976 году.
- Каменномостский — пгт с 1948 года. Преобразован в сельский населённый пункт в 2011 году[47].
- Тульский — пгт с 1963 года. Преобразован в сельский населённый пункт в 2011 году[48].

### Калмыкия
- Башанта — пгт с 1938 года. Преобразован в город Городовиковск в 1971 году.
- Каспийский — пгт с 1938 года (до 1944 назывался Лагань). Преобразован в город в 1963 году.
- Кетченеры — преобразован в сельский населённый пункт в 1992 году.
- Комсомольский — пгт с 1962 года. Преобразован в сельский населённый пункт в 1992 году.
- Улан-Хол — пгт с 1966 года. Преобразован в сельский населённый пункт в 1992 году.
- Цаган-Аман — пгт с 1965 года. Преобразован в сельский населённый пункт в 1992 году.
- Яшалта — преобразован в сельский населённый пункт в 1992 году.
- Яшкуль — пгт с 1963 года. Преобразован в сельский населённый пункт в 1992 году.

### Крым
С июня 2014 года все посёлки городского типа Республики Крым были отнесены к сельским населённым пунктам с сохранением категории пгт.
- Армянск — пгт с 1968 года. Преобразован в город в 1991 году.
- Красноперекопск — пгт с 1938 года. Первоначально носил название Красноперекопский. Преобразован в город в 1966 году.
- Мисхор — включён в черту пгт Кореиз в 1958 году.
- Саки — пгт с 1929 года. Преобразован в город в 1952 году.
- Судак — пгт с 1929 года. Преобразован в город в 1982 году.
- Чехово — пгт с 1957 года. Включён в черту города Ялта в 1973 году[49].
- Щёлкино — пгт с 1982 года. Преобразован в город в 1992 году.

### Краснодарский край
- Абинский — пгт с 1962 года. Преобразован в город Абинск в 1963 году.
- Абрау-Дюрсо — пгт с 1948 года. Преобразован в сельский населённый пункт в 2004 году[50].
- Адлер — пгт с 1927 года. Включён в состав города Сочи в 1961 году.
- Апшеронский — пгт с 1939 года. Преобразован в город Апшеронск в 1947 году.
- Архипо-Осиповка — пгт с 1960 года. Преобразован в сельский населённый пункт в 2004 году[50].
- Ачуево — пгт с 1948 года. Преобразован в сельский населённый пункт в 2004 году[51].
- Верхнебаканский — пгт с 1931 года. Преобразован в сельский населённый пункт в 2004 году[50].
- Витязево — пгт с 1986 года. Преобразован в сельский населённый пункт в 2004 году[50].
- Гайдук — пгт с 1931 года. Преобразован в сельский населённый пункт в 2004 году[50].
- Горячий Ключ — пгт с 1930 года. Преобразован в город в 1965 году.
- Гулькевичи — пгт с 1959 года. Преобразован в город в 1961 году.
- Кабардинка — пгт с 1958 года. Преобразован в сельский населённый пункт в 2004 году[50].
- Калинино — пгт с 1958 года. Включён в состав города Краснодар в 2003 году[52].
- Кутаис — пгт с 1945 года. Преобразован в сельский населённый пункт в 1999 году[53].
- Лазаревское — пгт с 1949 года. Включён в состав города Сочи в 1961 году.
- Мацеста — пгт с 1934 года. Включён в состав города Сочи.
- Нижнебаканский — пгт с 1958 года. Преобразован в сельский населённый пункт в 2000 году[54].
- Новокубанский — пгт с 1933 года. До 1961 года назывался Хуторок. Преобразован в город Новокубанск в 1966 году.
- Пашковский — пгт с 1958 года. Включён в состав города Краснодар в 2003 году[52].
- Солнцедар — пгт с 1929 года. Включён в состав города Геленджик в 1962 году.
- Хадыженский — пгт с 1939 года. Преобразован в город Хадыженск в 1949 году.
- Холмский — пгт с 1961 года. Преобразован в сельский населённый пункт в 1997 году[55].
- Хоста — пгт с 1932 года. Включён в состав города Сочи в 1951 году.

### Астраханская область
- Аксарайский — пгт с 1982 года. Преобразован в сельский населённый пункт в 1987 году; на 2013 намечена полная ликвидация населённого пункта[56].
- Володарский — пгт с 1952 года. Преобразован в сельский населённый пункт в 2006 году[57].
- Капустин Яр — пгт с 1959 года. Преобразован в сельский населённый пункт в 2004 году[58].
- Мумра — пгт с 1938 года. Преобразован в сельский населённый пункт в 1995 году.
- Нижневолжск — пгт с 1967 года. Преобразован в город Нариманов в 1984 году.
- Никольское — пгт с 1975 года. Преобразован в сельский населённый пункт в 1991 году[59].
- Оранжереи — пгт с 1938 года. Преобразован в сельский населённый пункт в 2001 году[60].
- Петропавловский — пгт с 1936 года. Вошёл в состав города Ахтубинск в 1959 году.
- Приволжский — пгт с 1927 года. До 1943 года носил название Кануковск. Включён в состав города Астрахань в 1965 году.
- Трудфронт — пгт с 1938 года. Преобразован в сельский населённый пункт в 1999 году[61].
- Тумак — пгт с 1965 года. Преобразован в сельский населённый пункт в 1993 году.

### Севастополь
- Камышовая Бухта — пгт с 1961 года. Включён в черту города Севастополь в 1970-е годы.

## Северо-Кавказский федеральный округ

### Дагестан
- Дагестанские Огни — выделен из городской черты Дербента в 1938 году. Преобразован в город в 1990 году.
- Дружба — пгт с 1964 года. Упразднён в 1974 году, затоплен Чиркейским водохранилищем.
- Избербаш — пгт с 1938 года. Преобразован в город в 1949 году.
- Двигательстрой — пгт с 1936 года. Преобразован в город Каспийск в 1947 году.
- Кизилюрт — пгт с 1960 года. Преобразован в город в 1963 году.
- Кочубей — пгт с 1965 года. Преобразован в сельский населённый пункт в 1992 году.
- Кубачи — пгт с 1965 г. Преобразован в сельский населённый пункт в 2015 г.
- Лопатин — пгт с 1947 года. Преобразован в сельский населённый пункт в 1965 году. Упразднен.
- Манаскент — пгт с 1965 г. Преобразован в сельский населенный пункт в 2005 году.
- Петровск-Кавказский — пгт с 1929 г. Включен в городскую черту Махачкалы в 1934 году (ныне район 1-я Махачкала).
- Южно-Сухокумск — пгт с 1963 года. Преобразован в город в 1988 году.

### Ингушетия
- Карабулак — пгт с 1962 года. Преобразован в город в 1995 году[62].
- Малгобек (бывшее село Вознесенское) — пгт с 1934 года. Преобразован в город в 1939 году.
- Сунжа — пгт Орджоникидзевская с июня 2015 года. Переименован в Сунжу в феврале 2016. Преобразован в город в декабре 2016.

### Кабардино-Балкария
- Адиюх — преобразован в сельский населённый пункт в 2005 году.
- Баксан — преобразован в город в 1967 году.
- Баксангэс — пгт с 1940 года. Преобразован в сельский населённый пункт в 1957 году.
- Белая Речка — пгт с 1970 года. Преобразован в сельский населённый пункт в 1995 году.
- Былым — пгт с 1949 года. До 1969 года назывался Угольный. Преобразован в сельский населённый пункт в 1995 году.
- Верхний Баксан — пгт с 1967 года. Преобразован в сельский населённый пункт в 1991 году.
- Горный — пгт с 1950 года. Упразднён в связи с переселением населения в 1960 году.
- Докшукино — пгт с 1938 года. Преобразован в город в 1955 году.
- Залукокоаже — пгт с 1976 года. Преобразован в сельский населённый пункт в 2012 году.
- Звёздный — преобразован в сельский населённый пункт в 2005 году.
- Кашхатау — пгт с 1964 года (до 1991 — Советское). Преобразован в сельский населённый пункт в 2012 году.
- Кенже — пгт с 1970 года. Преобразован в сельский населённый пункт в 1992 году.
- Майский — пгт с 1938 года. Преобразован в город в 1965 году.
- Прохладненский — пгт с 1929 года. Преобразован в город Прохладный в 1937 году.
- Терек — пгт с 1945 года. Преобразован в город в 1967 году.
- Тырны-Ауз — пгт с 1939 года. Преобразован в город Тырныауз в 1955 году.
- Хасанья — пгт с 1970 года. Преобразован в сельский населённый пункт в 1995 году.
- Чегем Первый — пгт с 1972 года. Преобразован в город Чегем в 2000 году[63].
- Эльбрус — пгт с 1962 года. Преобразован в сельский населённый пункт в 1995 году.

### Карачаево-Черкесия
- Архыз — пгт с 1972 года. Преобразован в сельский населённый пункт в 1996 году.
- Курджиново — пгт с 1961 года. Преобразован в сельский населённый пункт в 1995 году.
- Теберда — пгт с 1929 года. Преобразован в город в 1971 году.
- Уруп — пгт с 1958 года. Преобразован в сельский населённый пункт в 1997 году.
- Эркен-Шахар — пгт с 1962 года. Преобразован в сельский населённый пункт в 1992 году.

### Северная Осетия
- Беслан — пгт с 1938 года. Преобразован в город в 1950 году.
- Бурон — пгт с 1954 года. Преобразован в сельский населённый пункт в 2005 году.
- Верхний Згид — пгт с 1950 года. Преобразован в сельский населённый пункт в 2005 году.
- Верхний Фиагдон — пгт с 1963 года. Преобразован в сельский населённый пункт в 2005 году.
- Мизур — пгт с 1941 года. Преобразован в сельский населённый пункт в 2005 году.
- Садон — пгт с 1938 года. Преобразован в сельский населённый пункт в 2005 году.
- Холст — пгт с 1968 года. Преобразован в сельский населённый пункт в 2005 году.

### Чечня
- Аргун — пгт с 1962 года. Преобразован в город в 1967 году.
- Горагорский — пгт с 1938 года. Преобразован в сельский населённый пункт в 2009 году.
- Гудермес — пгт с 1929 года. Преобразован в город в 1941 году.
- Ойсхара — пгт с 1946 года. Прежнее название — Новогрозненский. Преобразован в сельский населённый пункт в 2009 году.
- Стерч-Керч (Стерч-Кертыч) — пгт с 1934 года. Преобразован в сельский населенный пункт в 1940-е годы.
- Черноречье — пгт с 1940 года. Включён в черту города Грозного в 1962 году.
- Чири-Юрт — пгт с 1974 года. Преобразован в сельский населённый пункт в 2009 году.

### Ставропольский край
- Лермонтовский — пгт с 1953 года. Преобразован в город в 1956 году.
- Нефтекумск — пгт с 1961 года. До 1962 года назывался Камыш-Бурун. Преобразован в город в 1968 году.
- Советское — пгт с 1963 года. Преобразован в город Зеленокумск в 1965 году.

## Приволжский федеральный округ

### Марий Эл
- Визимьяры — пгт с 1986 года. Преобразован в сельский населённый пункт в 2000 году[64].
- Дубовский — пгт с 1948 года. Преобразован в сельский населённый пункт в 1987 году.
- Звениговский Затон — пгт с 1927 года. Преобразован в город Звенигово в 1974 года.
- Красный Стекловар — пгт с 1938 года. Преобразован в сельский населённый пункт в 1997 году.
- Ленинский — пгт с 1941 года. Преобразован в сельский населённый пункт в 1959 году.
- Лопатино — пгт с 1933 года. Преобразован в город Волжск в 1940 году.
- Мариец — пгт с 1939 года. Преобразован в сельский населённый пункт в 1997 году.
- Мочалище — пгт с 1952 года. Преобразован в сельский населённый пункт (посёлок) в 2004 году[65].

### Мордовия
- Большая Елховка — пгт с 1984 года. Преобразован в сельский населённый пункт в 2004 году.
- Виндрей — пгт с 1930 года. Преобразован в сельский населённый пункт в 1939 году.
- Выша — пгт с 1940 года. Преобразован в сельский населённый пункт в 2001 году.
- Зыково — пгт с 1969 года. Преобразован в сельский населённый пункт в 2003 году.
- Кемля — пгт с 1964 года. Преобразован в сельский населённый пункт в 2003 году[66].
- Ковылкино — пгт с 1940 года. Преобразован в город в 1960 году.
- Ромоданово — пгт с 1958 года. Преобразован в сельский населённый пункт в 2013 году[67].
- Рузаевка — пгт с 1925 года. Преобразован в город в 1937 году.
- Ширингуши — пгт с 1928 года. Преобразован в сельский населённый пункт в 2004 году[68].

### Татарстан
- Агрыз — пгт с 1928 года. Преобразован в город в 1938 году.
- Азнакаево — пгт с 1956 года. Преобразован в город в 1987 году.
- Актаныш — пгт с 1988 года. преобразован в сельский населённый пункт в 1991 году.
- Арск — пгт с 1938 года. Преобразован в город в 2008 году[69].
- Бавлы — пгт с 1950 года. Преобразован в город в 1997 году.
- Бондюжский — пгт с 1928 года. Преобразован в город Менделеевск в 1967 году.
- Дербёшкинский — пгт с 1940 года. Упразднён в 1998 году.
- Заинск — пгт с 1957 года. Объединён с посёлком Новый Зай в город Заинск в 1978 году.
- Зелёная Роща — пгт с 1949 года. Преобразован в сельский населённый пункт в 2004 году.
- Зеленодольск — пгт с 1928 года. Преобразован в город в 1932 году.
- Красная Горка — пгт с 1964 года. Включён в состав города Казань в 1965 году.
- Кукмор — пгт с 1928 года. Преобразован в город в 2017 году.
- Лаишево — пгт с 1950 года. Преобразован в город в 2004 году.
- Лубяны — пгт с 1938 года. Преобразован в сельский населённый пункт в 2004 году.
- Муслюмово — пгт с 1986 года. Преобразован в сельский населённый пункт в 1991 году.
- Нижнекамский — пгт с 1961 года. Преобразован в Нижнекамск город в 1966 году.
- Новая Письмянка — пгт с 1951 года. Преобразован в город Лениногорск в 1955 году.
- Новый Зай — пгт с 1962 года. Объединён с посёлком Заинск в город Заинск в 1978 году.
- Нурлат — пгт с 1938 года. Преобразован в город в 1961 году.
- Русский Акташ — пгт с 1957 года. Преобразован в сельский населённый пункт в 2004 году.
- Шемордан — пгт с 1948 года. Преобразован в сельский населённый пункт в 2004 году.
- Шугурово — пгт с 1950 года. Преобразован в сельский населённый пункт в 2004 году.
- Юдино — пгт с 1928 года. Включён в состав города Казань в 1965 году.

### Удмуртия
- Балезино — пгт с 1938 года. Преобразован в сельский населённый пункт в 2012 году.
- Валамаз — пгт с 1927 года. Преобразован в сельский населённый пункт в 1992 году.
- Воткинск — пгт с 1926 года. Преобразован в город в 1935 году.
- Игра — пгт с 1954 года. Преобразован в сельский населённый пункт в 2012 году.
- Кама — пгт с 1942 года. Первоначально назывался Бутыш. Преобразован в сельский населённый пункт в 2004 году.
- Камбарка — пгт с 1936 года. Преобразован в город в 1945 году.
- Кез — пгт с 1942 года. Преобразован в сельский населённый пункт в 2008 году.
- Кизнер — пгт с 1942 года. Преобразован в сельский населённый пункт в 2007 году[70].
- Кильмезь — пгт с 1958 года. Преобразован в сельский населённый пункт в 1992 году.
- Новый — пгт с 1989 года. Преобразован в сельский населённый пункт в 2012 году.
- Пугачёво — пгт с 1958 года. Преобразован в сельский населённый пункт в 1995 году.
- Пудем — пгт с 1951 года. Преобразован в сельский населённый пункт в 2005 году[71].
- Пычас — пгт с 1960 года. Преобразован в сельский населённый пункт в 1997 году.
- Симониха — пгт с 1949 года. Включён в состав города Сарапул в 1992 году.
- Ува — пгт с 1938 года. Преобразован в сельский населённый пункт в 2012 году.
- Факел — пгт с 1927 года. Первоначально назывался Сергиевский. Преобразован в сельский населённый пункт в 2004 году.
- Чур — пгт с 1943 года. Преобразован в сельский населённый пункт в 1991 году.
- Яр — пгт с 1938 года. Преобразован в сельский населённый пункт в 2010 году[72].

### Чувашия
Все пгт Чувашии учитываются Росстатом как сельские населённые пункты.
- Буинск — пгт с 1938 года. Преобразован в сельский населённый пункт в 2006 году.
- Вурнары — пгт с 1938 года. Преобразован в сельский населённый пункт в 2006 году.
- Ибреси — пгт с 1938 года. Преобразован в сельский населённый пункт в 2006 году.
- Киря — пгт с 1938 года. Преобразован в сельский населённый пункт в 2004 году.
- Козловка — пгт с 1938 года. Преобразован в город в 1967 году.
- Кугеси — пгт с 1985 года. Преобразован в сельский населённый пункт в 2006 году.
- Новые Лапсары — пгт с 1979 года. Преобразован в сельский населённый пункт в 2006 году.
- Сосновка — пгт с 1971 года. Преобразован в сельский населённый пункт в 2006 году.
- Урмары — пгт с 1947 года. Преобразован в сельский населённый пункт в 2006 году.
- Чапаевский — пгт с 1941 года. Включён в черту города Чебоксары в 1959 году.
- Шумерля — пгт с 1930 года. Преобразован в город в 1937 году.
- Южный — включён в черту города Чебоксары в 1959 году.

### Пензенская область
- Каменка — пгт с 1944 года. Преобразован в город в 1951 году.
- Николо-Пестровский — пгт с 1928 года. Преобразован в город Никольск в 1954 году.
- Никольский Хутор — пгт с 1928 года. Преобразован в город Сурск в 1953 году.

### Самарская область
- Батраки — пгт с 1928 года. Включён в состав города Сызрань в 1942 году.
- Берёза — пгт с 1962 года. Включён в состав города Самара в 2005 году.
- Богатырь — пгт с 1959 года. Преобразован в сельский населённый пункт в 2004 году[73].
- Ветлянка — пгт с 1961 года. Преобразован в сельский населенный пункт в 1978 году.
- Зольное — пгт с 1950 года. Преобразован в сельский населённый пункт в 2004 году[73].
- Зубчаниновка — включён в состав города Самара в 1998 году.
- Кашпировка — пгт с 1932 года. Вошёл в состав города Сызрань в 1942 году.
- Кинель — пгт с 1930 года. Преобразован в город в 1944 году.
- Комсомольский — включён в черту города Ставрополя в 1959 году.
- Нефтегорск — пгт с 1966 года. Преобразован в город в 1989 году.
- Новокашпирский — пгт с 1979 года. Включён в состав города Сызрань в 1997 году.
- Отважный — пгт с 1946 года. Преобразован в город Жигулёвск в 1952 году.
- Отрадный — пгт с 1947 года. Преобразован в город в 1956 году.
- Первомайский — пгт с 1959 года. Преобразован в сельский населённый пункт в 2004 году.
- Поволжский — включён в состав города Тольятти в 2008 году.
- Похвистнево — пгт с 1934 года. Преобразован в город в 1947 году.
- Прибрежный — пгт с 1961 года. Включён в состав города Самара в 2005 году.
- Серноводск — пгт с 1958 года. Преобразован в сельский населённый пункт в 1991 году.
- Солнечная Поляна — преобразован в сельский населённый пункт в 2004 году[73].
- Сургут — пгт с 1978 года. Преобразован в сельский населённый пункт в 1991 году.
- Тимашево — пгт с 1938 года. Преобразован в сельский населённый пункт в 2004 году.
- Фёдоровка — пгт с 1958 года. Включён в состав города Тольятти в 2008 году.
- Яблоневый Овраг — пгт с 1973 года. Включён в состав города Жигулёвск в 2004 году.

### Саратовская область
- Александров Гай — пгт с 1967 года. Преобразован в сельский населённый пункт в 1996 году.
- Алексеевка — пгт с 1938 года. Преобразован в сельский населённый пункт в 2003 году.
- Аркадак — пгт с 1939 года. Преобразован в город в 1963 году.
- Баланда — пгт с 1939 года. Преобразован в город Калининск в 1962 году.
- Возрождение — пгт с 1958 года. Преобразован в сельский населённый пункт в 2003 году.
- Ершов — пгт с 1933 года. Преобразован в город в 1963 году.
- Жасминный — пгт с 1990 года. Включён в состав города Саратов в 1996 году.
- Ивантеевка — пгт с 1982 года. Преобразован в сельский населённый пункт в 1991 году.
- Князевка — пгт с 1930 года. Включён в черту города Саратов в 1933 году.
- Красный Кут — пгт с 1938 года. Преобразован в город в 1966 году.
- Красный Текстильщик — пгт с 1929 года. Преобразован в сельский населённый пункт в 2012 году.
- Набережный Увек — пгт с 1930 года. Включён в черту города Саратов в 1933 году.
- Питерка — пгт с 1985 года. Преобразован в сельский населённый пункт в 1995 году.
- Подлесное — пгт с 1985 года. Преобразован в сельский населённый пункт в 1995 году.
- Полеводинск — пгт с 1935 года. Преобразован в сельский населенный пункт.
- Светлый — преобразован в сельский населенный пункт в 2019 году.
- Хватовка — пгт с 1938 года. Преобразован в сельский населённый пункт в 2004 году.
- Черкасское — пгт с 1967 года. Преобразован в сельский населённый пункт в 2012 году.
- Шиханы — пгт с 1938 года. Преобразован в город в 1996 году.

### Ульяновская область
- Барыш — пгт с 1938 года. Преобразован в город в 1954 году.
- Гурьевка — пгт с 1938 года. Включён в состав города Барыш в 1954 году.
- Инза — пгт с 1928 года. Преобразован в город в 1946 году.
- Канадей — пгт с 1974 года. Преобразован в сельский населённый пункт в 2003 году[74].
- Меловой — пгт с 1994 года. Преобразован в сельский населённый пункт в 1995 году.
- Никольское-на-Черемшане — пгт с 1968 года. Преобразован в сельский населённый пункт в 2003 году[74].
- Новоульяновск — пгт с 1961 года. Преобразован в город в 1967 году.
- Новочеремшанск — пгт с 1940 года. До 1962 назывался Старый Салаван. Преобразован в сельский населённый пункт в 2003 году[75].
- Октябрьский — пгт с 1971 года. Преобразован в сельский населённый пункт в 2009 году.
- Сенгилей — пгт с 1936 года. Преобразован в город в 1943 году.

## Уральский федеральный округ

### Курганская область
- Далматово — пгт с 1945 года. Преобразован в город в 1947 году.
- Куртамыш — пгт с 1944 года. Преобразован в город в 1956 году.
- Макушино — пгт с 1944 года. Преобразован в город в 1963 году.
- Петухово — пгт Юдино с 1942 года. Преобразован в город Петухово в 1944 году.
- Шумиха — пгт с 1938 года. Преобразован в город в 1944 году.
- Щучье — пгт с 1942 года. Преобразован в город в 1945 году.

## Сибирский федеральный округ

### Республика Алтай
- Акташ — пгт с 1957 года. Преобразован в сельский населённый пункт в 1994 году.
- Сёйка — пгт с 1966 года. Преобразован в сельский населённый пункт в 1994 году.
- Чемал — пгт с 1970 года. Преобразован в сельский населённый пункт в 1988 году.

### Бурятия
- Аршан — пгт с 1975 года. Преобразован в сельский населённый пункт в 1979 году[76].
- Багдарин — пгт с 1973 года. Преобразован в сельский населённый пункт в 1990 году.
- Баргузин — пгт с 1973 года. Преобразован в сельский населённый пункт в 2004 году.
- Баянгол — пгт с 1949 года. Преобразован в сельский населённый пункт в 2003 году.
- Выдрино — пгт с 1956 года. Преобразован в сельский населённый пункт в 2003 году.
- Джида — пгт с 1973 года. Преобразован в сельский населённый пункт в 2013 году.
- Городок — пгт с 1938 года. Преобразован в город в 1944 году[76].
- Гоуджекит — пгт с 1978 года. Преобразован в сельский населённый пункт в 1991 году.
- Гусиное Озеро — пгт с 1941 года. Преобразован в сельский населённый пункт в 2005 году.
- Заречный — пгт с 1983 года. Включён в состав города Улан-Удэ в 2009 году.
- Иволгинск — пгт с 1973 года. Преобразован в сельский населённый пункт в 1991 году.
- Ильинка — пгт с 1974 года. Преобразован в сельский населённый пункт в 2005 году.
- Илька — пгт с 1973 года. Преобразован в сельский населённый пункт в 2004 году.
- Инкур — пгт с 1942 года. Исключён из учётных данных в 1966 году[76].
- Кырен — пгт с 1975 года. Преобразован в сельский населённый пункт в 1990 году.
- Мысовск — пгт с 1925 года. Преобразован в город Бабушкин в 1941 году.
- Новоильинск — пгт с 1973 года. Преобразован в сельский населённый пункт в 2004 году.
- Новокижингинск — пгт с 1977 года. Преобразован в сельский населённый пункт в 2003 году.
- Северобайкальск — пгт с 1975 года. Преобразован в город в 1980 году[76].
- Селендума — пгт с 1948 года. Преобразован в сельский населённый пункт в 2005 году.
- Сокол — пгт с 1975 года. Включён в состав города Улан-Удэ в 2009 году.
- Танхой — пгт с 1934 года. Преобразован в сельский населённый пункт в 2013 году.
- Тоннельный — пгт с 1978 года. Преобразован в сельский населённый пункт в 2004 году.
- Турка — пгт с 1974 года. Преобразован в сельский населённый пункт в 2006 году[77].
- Холтосон — пгт с 1952 года. До 1959 года носил название Нижний Холтосон. Преобразован в сельский населённый пункт в 2003 году.
- Хоринск — пгт с 1973 года. Преобразован в сельский населённый пункт в 1990 году.
- Чикой — пгт с 1938 года. Преобразован в сельский населённый пункт в 2004 году[78].
- Шахты — пгт с 1948 года. Преобразован в город Гусиноозёрск в 1953 году[76].

### Тува
- Бай-Сют — пгт с 1945 года. Преобразован в сельский населённый пункт в 1958 году.
- Кызыл-Мажалык — пгт с 1959 года. Преобразован в сельский населённый пункт в 1996 году.
- Нарын — пгт с 1945 года. Упразднён в 1955 году.
- Харал — пгт с 1945 года. Преобразован в сельский населённый пункт в 1957 году.
- Хову-Аксы — пгт с 1956 года. Преобразован в сельский населённый пункт в 2005 году.
- Эми — пгт с 1945 года. Преобразован в сельский населённый пункт в 1956 году.

### Хакасия
- Абаза — пгт с 1957 года. Преобразован в город в 1966 году.
- Балахчин — пгт с 1934 года. Преобразован в сельский населённый пункт в 1967 году.
- Балыкса — пгт с 1932 года. Преобразован в сельский населённый пункт в 1996 году.
- Бельтырский — пгт с 1959 года. Преобразован в сельский населённый пункт в 1995 году.
- Бирикчуль — пгт с 1957 года. Преобразован в сельский населённый пункт в 1996 году.
- Дзержинский — пгт с 1954 года. Преобразован в город Сорск в 1966 году.
- Жемчужный — пгт с 1976 года. Преобразован в сельский населённый пункт в 2013 году.
- Знаменитый — пгт с 1934 года. Упразднён в 1957 году.
- Золотогорский — пгт с 1940 года. Упразднён в 1957 году.
- Коммунар — пгт с 1932 года. Преобразован в сельский населённый пункт в 2008 году[79].
- Копьёво — пгт с 1959 года. Преобразован в сельский населённый пункт в 2010 году.
- Кызас — пгт с 1932 года. Преобразован в сельский населённый пункт в 1967 году.
- Означенное — пгт с 1971 года. Преобразован в город Саяногорск в 1975 году.
- Орджоникидзевский — пгт с 1940 года. Преобразован в сельский населённый пункт в 1993 году.
- Приисковый — пгт с 1940 года. Преобразован в сельский населённый пункт в 2001 году.
- Сарала — пгт с 1929 года. Исключён из учётных данных в 1947 году.
- Сонский — пгт с 1940 года. Преобразован в сельский населённый пункт в 1997 году.
- Туим — пгт с 1945 года. Преобразован в сельский населённый пункт в 2008 году[80].
- Хакасск — пгт с 1925 года. Преобразован в город Абакан в 1931 году.
- Цветногорск — пгт с 1958 года. Преобразован в сельский населённый пункт в 1976 году.
- Черногорский — пгт с 1929 года. Преобразован в город Черногорск в 1936 году.
- Шира — преобразован в сельский населённый пункт в 2008 году[81].

### Забайкальский край
- Арбагар — пгт с 1950 года. Преобразован в сельский населённый пункт в 2019 году.
- Баляга — пгт с 1958 года. Преобразован в сельский населённый пункт в 2019 году.
- Борзя — пгт с 1939 года. Преобразован в город в 1950 году.
- Букука — пгт с 1939 года. Упразднён в 1975 году.
- Вершино-Шахтаминский — пгт с 1948 года. Преобразован в сельский населённый пункт в 2003 году[82].
- Горный Зерентуй — пгт с 1958 года. Преобразован в сельский населённый пункт в 1999 году.
- Запокровский — пгт с 1940 года. Преобразован в сельский населённый пункт в 1983 году.
- имени XI лет Октября — пгт с 1930 года. Упразднён в 1940-е годы.
- Кадая — пгт с 1958 года. Преобразован в сельский населённый пункт в 2005 году[83].
- Казаново — пгт с 1989 года. Преобразован в сельский населённый пункт в 1992 году.
- Калакан — пгт с 1933 года. Преобразован в сельский населённый пункт в 1950-е годы.
- Кудеча — пгт с 1940 года. Преобразован в сельский населённый пункт с 1950-х годов.
- Могоча — пгт с 1938 года. Преобразован в город в 1950 году.
- Наминга — пгт с 1960 года. Преобразован в сельский населённый пункт в 1967 году.
- Нижняя Шахтама — пгт с 1936 года. Преобразован в сельский населённый пункт в 1950-е годы.
- Октябрьский — пгт с 1964 года. Преобразован в сельский населённый пункт в 2004 году.
- Тарбагатай — пгт с 1946 года. Преобразован в сельский населённый пункт в 2019 году.
- Урульга — пгт с 1982 года. Преобразован в сельский населённый пункт в 1992 году.
- Хапчеранга — пгт с 1933 года. Преобразован в сельский населённый пункт в 1997 году.
- Хилок — пгт с 1929 года. Преобразован в город в 1951 году.
- Черновские Копи — пгт с 1929 года. Включён в состав города Чита в 1941 году.
- Шилка — пгт с 1929 года. Преобразован в город в 1951 году.
- Этыка — преобразован в сельский населённый пункт в 1958 году.
- Яблоново — пгт с 1940 года. Преобразован в сельский населённый пункт в 2019 году.
- Ямаровка — пгт с 1932 года. Преобразован в сельский населённый пункт в 1960 году.

### Иркутская область
- Алзамай — пгт с 1943 года. Преобразован в город в 1955 году.
- Андреевск — пгт с 1933 года. Преобразован в сельский населённый пункт в конце 1976 году.
- Апрельск — пгт с 1932 года. Преобразован в сельский населённый пункт в 1970 году.
- Байкал — пгт с 1948 года. Преобразован в сельский населённый пункт в 2014 году.
- Байкальск — пгт с 1961 года. Преобразован в город в 1966 году.
- Балаганск — пгт с 1961 года. Преобразован в сельский населённый пункт в 2019 году[84].
- Бикей — пгт с 1989 года. Вошёл в состав города Братск в 1999 году.
- Большая Речка — пгт с 1943 года. Преобразован в сельский населённый пункт в 2025 году[85].
- Большой Луг — пгт с 1958 года. Преобразован в сельский населённый пункт в 2019 году[84].
- Бохан — пгт с 1965 года. Преобразован в сельский населённый пункт в 1992 году.
- Братск — преобразован в город в 1955 году[86].
- Вихоревка — пгт с 1957 года. Преобразован в город в 1966 году[84].
- Горно-Чуйский — пгт с 1952 года. Упразднён в 2019 году[84].
- Железногорск — пгт с 1958 года. Преобразован в город Железногорск-Илимский в 1965 году.
- Забитуй — пгт с 1948 года. Преобразован в сельский населённый пункт в 1992 году.
- Заярск — пгт с 1940 года. Преобразован в сельский населённый пункт в 1964 году.
- Китой — пгт с 1941 года. Вошёл в состав города Ангарск в 2004 году[87].
- Комсомольско-Молодёжный — пгт с 1968 года. Упразднён в 1976 году[88].
- Кунерма — пгт с 1978 года. Преобразован в сельский населённый пункт в 2022 году[89].
- Кутулик — пгт с 1944 года. Преобразован в сельский населённый пункт в 1992 году.
- Мегет — пгт с 1944 года. Преобразован в сельский населённый пункт в 2014 году.
- Нерой — пгт с 1938 года. Преобразован в сельский населённый пункт в 1940-50-е годы.
- Осетрово — пгт с 1938 года. Включён в состав города Усть-Кут в 1954 году.
- Осиновка — пгт с 1960 года. Вошёл в состав города Братск в 1999 году.
- Порожский — пгт с 1960 года. Вошёл в состав города Братск в 1999 году.
- Саянск — пгт с 1975 года. Преобразован в город в 1985 году.
- Светлый — пгт с 1935 года. Преобразован в сельский населённый пункт в 1969 году.
- Свирское — пгт с 1939 года. Преобразован в город Свирск в 1949 году.
- Согдиондон — пгт с 1976 года. Упразднён в 2019 году[84].
- Слюдянка — пгт с 1928 года. Преобразован в город в 1936 году.
- Суетиха — пгт с 1935 года. Преобразован в город Бирюсинск в 1967 году.
- Тайшет — пгт с 1937 года. Преобразован в город в 1938 году.
- Тальцы — пгт с 1934 года. Упразднён в 1950-е годы.
- Урало-Ключи — преобразован в сельский населённый пункт в 1975 году.
- Усть-Илимск — пгт с 1966 года. Преобразован в город в 1973 году.
- Усть-Кут — пгт с 1943 года. Преобразован в город в 1954 году.
- Усть-Ордынский — пгт с 1941 года. Преобразован в сельский населённый пункт в 1992 году.
- Усть-Уда — пгт с 1962 года. Преобразован в сельский населённый пункт в 2019 году[84].
- Хребтовая — пгт с 1967 года. Преобразован в сельский населённый пункт в 2023 году[90].
- Хужир — пгт с 1946 года. Преобразован в сельский населённый пункт в 2014 году[91].
- Чекановский — пгт с 1960 года. До 1963 года назывался Анзеба. Вошёл в состав города Братск в 1999 году.
- Шелехов — пгт с 1956 года. Преобразован в город в 1962 году.
- Шестаково — пгт с 1956 года. Преобразован в сельский населённый пункт в 2022 году[92].
- Якурим — упразднён, включён в состав города Усть-Кута в 1995 году[93].

### Омская область
- Береговой — пгт с 1960 года. До 1963 года назывался Харино. Включён в состав города Омск в 2004 году.
- Борисовский — пгт с 1931 года. Преобразован в сельский населённый пункт в 1957 году.
- Входной — пгт с 1977 года. Включён в состав города Омск в 2004 году.
- Исилькуль — пгт с 1938 года. Преобразован в город в 1944 году.
- Калачинск — пгт с 1944 года. Преобразован в город в 1952 году.
- Крутая Горка — пгт с 1962 года. Включён в состав города Омск в 2004 году.
- Новоназываевка — пгт с 1947 года. Преобразован в город Называевск в 1956 году.
- Черлакский — пгт с 1931 года. Преобразован в сельский населённый пункт в 1991 году.

### Томская область
- Асино — пгт с 1945 года. Преобразован в город в 1952 году.
- Батурино — пгт с 1941 года. Преобразован в сельский населённый пункт в 1993 году.
- Богашёво — пгт с 1982 года. Преобразован в сельский населённый пункт в 1992 году.
- Дзержинский — пгт с 1990 года. Преобразован в сельский населённый пункт в 1993 году.
- Итатка — пгт с 1964 года. Преобразован в сельский населённый пункт в 1992 году.
- Каргасок — пгт с 1959 года. Преобразован в сельский населённый пункт в 1992 году.
- Колпашево — пгт с 1933 года. Преобразован в город в 1938 году.
- Комсомольск — пгт с 1964 года. Преобразован в сельский населённый пункт в 1992 году.
- Красный Яр — пгт с 1957 года. Преобразован в сельский населённый пункт в 1992 году.
- Могочин — пгт с 1933 года. Преобразован в сельский населённый пункт в 1992 году.
- Моряковский Затон — пгт с 1940 года. Преобразован в сельский населённый пункт в 1993 году.
- Нарга — пгт с 1982 года. Преобразован в сельский населённый пункт в 1992 году.
- Октябрьский — пгт с 1982 года. Преобразован в сельский населённый пункт в 1993 году.
- Самусь — пгт с 1934 года. Преобразован в сельский населённый пункт в 1994 году.
- Светлый — преобразован в сельский населённый пункт в 1992 году.
- Стрежевой — пгт с 1967 года. Преобразован в город в 1978 году.
- Тимирязевский — пгт с 1940 года. Преобразован в сельский населённый пункт в 1992 году.
- Тогур — пгт с 1939 года. Преобразован в сельский населённый пункт в 1992 году.

## Дальневосточный федеральный округ

### Камчатский край
- Атласово — пгт с 1974 года. Преобразован в сельский населённый пункт в 1997 году.
- Елизово — пгт с 1965 года. Преобразован в город в 1975 году.
- Ильпырский — пгт с 1949 года. Преобразован в сельский населённый пункт в 1994 году.
- Индустриальный — пгт с 1940 года. Включён в состав города Петропавловск-Камчатский в 1959 году.
- Кировский — пгт с 1948 года. Упразднён в 1987 году.
- Кихчик — пгт с 1940 года. Упразднён в 1972 году.
- Ключи — пгт с 1951 года. Преобразован в город в 1979 году. В 2004 году преобразован в сельский населённый пункт.
- Козыревск — пгт с 1958 года. Преобразован в сельский населённый пункт в 2004 году.
- Колпаковский — пгт с 1948 года. Преобразован в сельский населённый пункт в 1960 году.
- Корф — пгт с 1949 года. Преобразован в сельский населённый пункт в 1994 году.
- Митогинский — пгт с 1948 года. Преобразован в сельский населённый пункт в 1960 году.
- Моховая — пгт с 1960 года. Включён в состав города Петропавловск-Камчатский в 2000 году.
- Озерновский — пгт с 1948 года. Преобразован в сельский населённый пункт в 2010 году.
- Октябрьский — пгт с 1940 года. Преобразован в сельский населённый пункт в 2010 году.
- Оссора — пгт с 1949 года. Преобразован в сельский населённый пункт в 2012 году.
- Пахачи — пгт с 1968 года. Преобразован в сельский населённый пункт в 1994 году.
- Усть-Большерецк — преобразован в сельский населённый пункт в 1989 году.
- Усть-Камчатск — пгт с 1951 года. Преобразован в сельский населённый пункт в 2008 году.

### Амурская область
- Березовка — пгт с 1981 года. Преобразован в сельский населённый пункт в 1991 году.
- Варваровка — преобразован в сельский населённый пункт в 1996 году.
- Возжаевка — пгт с 1980 года. Преобразован в сельский населённый пункт в 1995 году.
- Глубокий — преобразован в сельский населённый пункт в 1968 году.
- Екатеринославка — пгт с 1964 года. Преобразован в сельский населённый пункт в 1991 году.
- Завитая — пгт с 1936 года. Преобразован в город Завитинск в 1954 году.
- Златоустовск — пгт с 1942 года. Преобразован в сельский населённый пункт в 2010 году[94].
- Кивдинский — пгт с 1929 года. Преобразован в сельский населённый пункт в 1982 году.
- Кировский — пгт с 1940 года. Преобразован в сельский населённый пункт в 1968 году.
- Коболдо — пгт с 1958 года. Преобразован в сельский населённый пункт в 2012 году.
- Лукачёк — пгт с 1942 года. Преобразован в сельский населённый пункт в 1974 году.
- Майский — пгт с 1939 года. Преобразован в сельский населённый пункт в 1997 году.
- Невер — пгт с 1934 года. Преобразован в сельский населённый пункт в 2001 году[95].
- Огоджа — пгт с 1958 года. Преобразован в сельский населённый пункт в 2012 году.
- Октябрьский — пгт с 1939 года. Преобразован в сельский населённый пункт в 1995 году.
- Поярково — пгт с 1963 года. Преобразован в сельский населённый пункт в 1992 году.
- Райчихинск — пгт с 1934 года. Преобразован в город в 1944 году.
- Соловьёвск — пгт с 1934 года. Преобразован в сельский населённый пункт в 1996 году.
- Среднебелая — пгт с 1981 года. Преобразован в сельский населённый пункт в 1991 году.
- Средняя Нюкжа — пгт с 1933 года. До 1938 года назывался Блюхеровск. Преобразован в сельский населённый пункт в 1950-е годы.
- Стойба — пгт с 1942 года. Преобразован в сельский населённый пункт в 2008 году[96].
- Талдан — пгт с 1950 года. Преобразован в сельский населённый пункт в 2001 году[95].
- Тахтамыгда — пгт с 1957 года. Преобразован в сельский населённый пункт в 2001 году[95].
- Тыгда — пгт с 1958 года. Преобразован в сельский населённый пункт в 1993 году.
- Тындинский — пгт с 1941 года. Преобразован в город Тында в 1975 году.
- Шимановский — пгт с 1929 года. Преобразован в город Шимановск в 1950 году.
- Широкий — преобразован в сельский населённый пункт в 2009 году.
- Углегорск — преобразован в город Циолковский в 2015 году[97][98].
- Ясный — преобразован в сельский населённый пункт в 1979 году.

### Магаданская область
- Адыгалах — пгт с 1953 года. Упразднён в 1994 году.
- Аркагала — преобразован в сельский населённый пункт в 1964 году.
- Армань — пгт с 1965 года. Преобразован в сельский населённый пункт в 2013 году[99].
- Беличан — пгт с 1965 года. Упразднён в 2012 году.
- Большевик — пгт с 1953 года. Упразднён в 2012 году.
- Буркандья — пгт с 1962 года. Преобразован в сельский населённый пункт в 1997 году.
- Верхний Ат-Урях — пгт с 1953 года. Упразднён в 2012 году.
- Галимый — пгт с 1954 года. Упразднён в 2012 году.
- Имени Гастелло — пгт с 1953 года. Преобразован в сельский населённый пункт в 1991 году.
- Кадыкчан — пгт с 1964 года. Упразднён в 2012 году.
- Карамкен — пгт с 1974 года. Преобразован в сельский населённый пункт в 2012 году[100].
- Мякит — пгт с 1953 года. Упразднён в 1994 году.
- Нексикан — пгт с 1953 года. Преобразован в сельский населённый пункт в 1997 году.
- Омчак — пгт с 1953 года. До 1958 года — имени Тимошенко. Преобразован в сельский населённый пункт в 1991 году.
- Спорное — пгт с 1953 года. Преобразован в сельский населённый пункт в 2011 году.
- Сусуман — преобразован в город в 1964 году.
- Талая — пгт с 1963 года. Преобразован в сельский населённый пункт в 2019 году[101].
- Широкий — пгт с 1957 года. Преобразован в сельский населённый пункт в 2013 году[102].

### Еврейская АО
- Биробиджан — пгт с 1931 года. До 1932 назывался Тихонькая. Преобразован в город в 1937 году.
- Имени Тельмана — преобразован в сельский населённый пункт в 2004 году[103].
- Облучье — пгт с 1929 года. Преобразован в город в 1938 году.

### Чукотский АО
- Алискерово — пгт с 1962 года. На стадии ликвидации с 2007 года[104]
- Анадырь — пгт с 1934 года. Преобразован в город в 1965 году.
- Бараниха — пгт с 1962 года. На стадии ликвидации с 2007 года[104]
- Билибино — пгт с 1958 года. Преобразован в город в 1993 году.
- Быстрый — пгт. На стадии ликвидации с 2007 года[104]
- Валькумей — пгт с 1959 года. На стадии ликвидации с 2007 года[104]
- Весенний — пгт. На стадии ликвидации с 2007 года[104]
- Встречный — пгт с 1965 года. На стадии ликвидации с 2007 года[104]
- Дальний — пгт. На стадии ликвидации с 2007 года[104]
- Иультин — упразднён в 1995 году.
- Комсомольский — пгт с 1959 года. На стадии ликвидации с 2007 года[104]
- Красноармейский — пгт с 1953 года. На стадии ликвидации с 2007 года[104]
- Ленинградский — пгт с 1973 года. На стадии ликвидации с 2007 года[104]
- Марково — преобразован в сельский населённый пункт в 1998 году.
- Нагорный — включён в состав пгт Беринговский в 2000 году.
- Отрожный — пгт. На стадии ликвидации с 2007 года[104]
- Певек — преобразован в город в 1967 году.
- Полярный — упразднён в 1995 году.
- Шахтёрский — пгт с 1960 года. На стадии ликвидации с 2007 года[104]
- Южный — пгт. На стадии ликвидации с 2007 года[104]